# Wenteche

Bandera de los huenteches.

Los wenteches, arribanos, huenteches, moluches o nguluches son uno de los grupos del pueblo mapuche. Su vuntranmapu o uútranmapu era llamado Inapiremapu «tierra cercana a las nieves» o «país Subandino», Wente Mapu «tierra de los valles» o Inapire-mapu. Según el científico y sacerdote criollo Juan Ignacio Molina, su territorio se dividía en los aillarehues (provincias) de Marbén, Colhue, Chacaico, Quechereguas y Guanabue. A fines del siglo sus dominios incluían los valles precordilleranos entre Temuco y Malleco, lugares densamente poblados y ricos en ganadería.
A medida que sus loncos se hicieron más influyentes y ricos gracias a la diplomacia y la ganadería, el abigeato se volvió una táctica común entre las parcialidades rivales. A partir de entonces, los arribanos libraron continuas guerras por la hegemonía y tierras con los abajinos. Su disputa también se hizo política desde inicios del siglo XIX, los abajinos rápidamente se aliaron con el naciente Estado chileno, buscando integrarse en él, mientras que los arribanos buscaron mantener su autonomía y apoyaron a los realistas de Vicente Benavides y después a los movimientos federalistas de Concepción, como el de José María de la Cruz Prieto. Entre sus principales loncos están Francisco Mariluan, Juan Mangin Hueno y Quilapán.